# Perlío
Perlío (llamada oficialmente Santo Estevo de Perlío) es una parroquia y una localidad española del municipio de Fene, en la provincia de La Coruña, Galicia.

## Otras denominaciones
La parroquia también es conocida por el nombre de San Estevo de Perlío.

## Geografía
Su casco urbano se fusiona con el de la parroquia de Fene (que da nombre al ayuntamiento), formando un núcleo continuo. 
Actúa como nexo entre Ferrol y Fene a través de la Avenida de As Pías, y entre Fene y las parroquias y municipios situados más al sur, a través de la avenida Marqués de Figueroa.

## Entidades de población
Entidades de población que forman parte de la parroquia:
- A Fraga
- Ameneiral
- A Torre
- Cardoeiro
- Centieiras
- Chancas
- Mundín
- O Cruceiro
- Pachuzo
- Pallota
- Pavillón
- Penedo de Abaixo
- Perlío
- Rúa Alta
- Rúa Baixa
- Xunqueira

## Demografía

### Parroquia
| Gráfica de evolución demográfica de Perlío (parroquia) entre 2000 y 2019 |
|                                                                          |
| Datos según el nomenclátor publicado por el INE.                         |

### Localidad
| Gráfica de evolución demográfica de Perlío (localidad) entre 2000 y 2019 |
|                                                                          |
| Datos según el nomenclátor publicado por el INE.                         |

## Economía
Hasta finales del siglo XII destacó por su producción ostrícola, si bien a largo del siglo XX vivió un gran desarrollo del mejillón, con la industria conservera como motor.

### Ferrocarril
Perlío dispone de un apeadero ferroviario inaugurado del 5 de mayo de 1913, donde opera un servicio de trenes de media distancia[cita requerida] gestionado por Renfe. Se trata de la línea Ferrol – La Coruña. En sus inicios fue gestionada por la Primera División Técnica y Administrativa de Ferrocarriles, hasta su cesión en 1928 a la Compañía Nacional de los Ferrocarriles del Oeste. En 1941, con la nacionalización del ferrocarril en España, pasó a ser gestionada por Renfe, hasta el de 31 de diciembre de 2004, cuando Adif se convirtió en la titular de las instalaciones ferroviarias.

### Industria naval
Alrededor de 1900, en la ostrera de Perlío, se inició la actividad de un pequeño astillero propiedad de Ramón Aguilar, centrada en la construcción de embarcaciones de madera para actividades pesqueras y de cabotaje, así como la reparación. En el año 1941 se produjo el que quizá fue el acontecimiento más importante de la historia de Fene. Don José María González Llanos compró el taller de Ramón Aguilar, constituyendo el día 15 de octubre de ese mismo año en Ferrol la empresa Astilleros y Talleres del Noroeste S.L., más conocida como ASTANO.
El astillero se convirtió rápidamente junto a Bazán en motor económico de la comarca, situándose en la élite mundial de la construcción naval.
ASTANO vivió su época dorada en los años 70 con su especialización en grandes buques cargueros y petroleros. En esa etapa se construyeron 11 buques para la Gulf Oil Corporation y 4 para la Texaco Oil Company, con un importe de alrededor de 420 millones de dólares (de la época). El astillero de Fene registró entonces un hecho histórico con la botadura del buque Arteaga en el año 1972, siendo la unidad más grande construida en gradas hasta la fecha. Al evento acudieron más de 400 expertos de todo el mundo, escépticos de que una unidad de ese tamaño pudiese resistir la botadura sin romperse.
Las políticas de reconversión del sector naval iniciadas por el gobierno socialista supusieron el fin de una época. Galicia perdió con la primera reconversión de 1984 unos 7000 empleos directos y 20.000 indirectos. En la segunda reconversión, entre 1998 y el 2003 desaparecieron otros 4.000 puestos de trabajo directos y 12 000 más indirectos. Los astilleros más afectados fueron los de la ría de Ferrol, donde se pasa de 15 000 puestos de trabajo directos en 1983 a unos 3000 en el año 2005, concentrándose además los esfuerzos en la industria naval militar, quedando la construcción civil limitada al 20 % de la facturación militar.
Como resultado de dicha reconversión, ASTANO desarrolló un proceso de reestructuración en torno a tres líneas de actividad: Plataformas móviles (offshore), reparaciones navales y desguaces (esta última abandonada por no rentable). Se organizó en otras tres áreas independientes: Construcción Naval, Reparaciones y Fabricación de Maquinaria y Construcciones Metálicas (Tras su segregación del astillero da lugar a Imenosa). Su cartera de negocios abandonó los grandes buques de carga y petroleros, y pasó centrarse en el mercado plataformas móviles de perforación (offshore).
En julio del año 2000, el Gobierno autorizó la integración de los astilleros civiles del Estado, integrados en el grupo Astilleros Españoles (AESA), con los astilleros militares (Bazán). Formarían una compañía denominada Empresa Nacional Bazán de Construcciones Navales, con sede en Madrid, que ocuparía la décima posición por tamaño entre todos los astilleros del mundo, empleando a 11 700 empleados en 12 centros de trabajo. Para Galicia supuso la unión de los dos astilleros de la ría de Ferrol, Bazán y Astano, que sumaban en ese momento más de 4000 empleados directos.
Finalmente el acuerdo fue aprobado y tras un período de afianzamiento la empresa pasó a denominarse IZAR.
En diciembre de 2004, la Sociedad Estatal de Participaciones Industriales (SEPI), propietaria y gestora del grupo, decidió la segregación de la rama militar de Izar, creando en marzo de 2005 la sociedad Navantia, para posteriormente serle traspasada también la producción de los buques civiles.
Traducida la caída del sector naval a datos poblacionales, Ferrol pasó de 76 600 habitantes en el año 1965 a 91 800 habitantes en 1982. A partir de ahí experimentó un descenso hasta alrededor de 76 500 habitantes en 2004 y 71 690 en 2011.

## Festividades
- San Esteban do Val. Fiesta patronal celebrada el segundo sábado y domingo del mes de agosto, en honor a San Esteban.